# Port lotniczy Bovec-Tolmin
Port lotniczy Bovec-Tolmin – port lotniczy położony zlokalizowany w miejscowości Bovec w Słowenii. Obsługuje połączenia krajowe.